# 柳克述

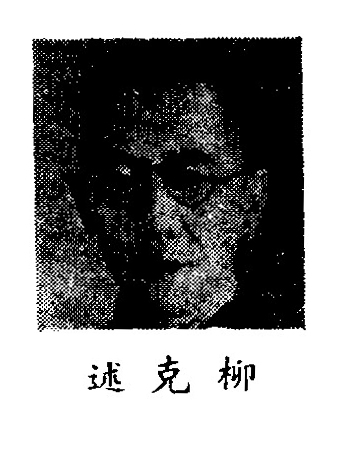
柳克述近照

柳克述（1904年—1987年3月26日），字劍霞，湖南长沙人，中华民国政治人物。

## 生平
柳克述毕业于北京大学政治系。后来，柳克述进入政界。历任湖北省政府秘书长、中国国民党中央执行委员、制宪国民大会代表、立法院立法委员等职务。1949年，柳克述赴台湾，任中国国民党中央评议委员、国立政治大学教授等职务。其间，1951年，柳克述因己就任官吏，被注销立法委员名籍。
1987年3月26日，柳克述逝世。